# Pesthy Béla
Koronczói Pesthy Béla (Uzd, 1879. július 21. – Keszthely, 1938. január 7.) magyar mezőgazdász, akadémiai tanár, akadémiai igazgató, szakíró, tanácsos.

## Élete
A középiskolát Selmecbányán végezte. 1899-ben diplomázott a magyaróvári Gazdasági Akadémián. Egy év önkéntes katonai szolgálata után ugyanitt 1900-tól mint gyakornok működött, majd 1909 és 1924 között a keszthelyi Gazdasági Akadémián a gyakorlati gazdasági tanszéken tanított. 1914-ben Keszthelyről vonult a háborúba és mint több kitüntetés tulajdonosa, tartalékos századosként szerelt le. Az első világháború után ő szervezte újjá a keszthelyi gazdasági akadémia tangazdaságát, s fejlesztette európai rangúvá az akadémia juhászatát. 1924-ben érdemei elismeréséül gazdasági tanácsossá, majd 1932-ben a gazdasági akadémia igazgatójává nevezték ki. 
1924 és 1932 között gazdasági szakoktatási kérdések előadójaként dolgozott a Földművelésügyi Minisztérium IX/1. ügyosztályán. 1932-től a keszthelyi Gazdasági Akadémiát igazgatta, majd 1934-ben nyugdíjba vonult. Az Országos Gazdasági Szakoktatás Tanulmányi Bizottságának is tagja volt. Több ízben tett tanulmányutakat Svájcban és Németországban a tenyésztési kérdések és az üzemvitel, gazdasági berendezések vizsgálata céljából.
1938. január 9-én a keszthelyi akadémia aulájában ravatalozták fel, s a gyászszertartás után a keszthelyi temetőben helyezték végső nyugalomra a keszthelyi Szent Miklós temetőben, a Mauzóleum kert, 1. sor 1. sírhelyén lévő kriptában.

## Művei
- Mezőgazdasági Enciklopédia (társszerzők: Világhy Károly, Bittera Miklós, Budapest, 1930)
- A tarlók gazdaságos kihasználása kettős termeléssel. [Kiad. a] Földmívelésügyi Minisztérium, Budapest, 1929, Pátria ny. 8 o. /Rádiós Gazdasági Előadások/